# Blizzard Beasts
Blizzard Beasts este cel de-al patrulea album de studio al formației Immortal. Este ultimul album de studio cu Demonaz și primul cu Horgh. Albumul este dedicat lui Horgh.
Acest album este privit ca fiind unul de tranziție, aici făcându-și apariția pentru prima dată elementele thrash metal care vor deveni evidente pe următorul album, At the Heart of Winter.

## Lista pieselor
1. "Intro" - 01:00
2. "Blizzard Beasts" - 02:49
3. "Nebular Ravens Winter" - 04:13
4. "Suns That Sank Below" - 02:47
5. "Battlefields" - 03:40
6. "Mountains Of Might" - 06:38
7. "Noctambulant" - 02:22
8. "Winter Of The Ages" - 02:33
9. "Frostdemonstorm" - 02:54

## Personal
- Abbath Doom Occulta - vocal, chitară bas
- Demonaz Doom Occulta - chitară, versuri
- Horgh - baterie

## Clasament
| Țara     | Poziția |
| -------- | ------- |
| Finlanda | 40      |